# Blokhus
Blokhus is een plaats in de Deense regio Noord-Jutland, gemeente Jammerbugt. De plaats telt 406 inwoners (2008). Het kustdorp heeft een centrumfunctie voor de omgeving die met name in de zomer veel toeristen trekt. 
- Virtual International Authority File: 240573411